# Alairac
Alairac là một xã thuộc tỉnh Aude trong vùng Occitanie. Người dân địa phương trong tiếng Pháp gọi là Alairacois.
Xã này thuộc vùng đô thị Carcassonne.

## Hành chính
| Danh sách các xã trưởng                |           |                 |      |         |
| Giai đoạn                              | Giai đoạn | Tên             | Đảng | Tư cách |
| 1862                                   | 1871      | Guilhem Louis   |      |         |
| 4 janvier 1871                         | 1871      | Guilhem benoit  |      |         |
| 8 mai 1871                             | 1900      | Fages Jean      |      |         |
| 1900                                   | 1919      | Guilhem Achille |      |         |
| 31 décembre 1919                       | 1929      | Fages Irénée    |      |         |
| 5 juin 1929                            | 1935      | Vidal Gaston    |      |         |
| 5 mai 1935                             | 1945      | Fages Irénée    |      |         |
| 29 avril 1945                          | 1952      | Marcerou Urbain |      |         |
| 5 mai 1952                             | 1953      | Mouls André     |      |         |
| 5 mai 1953                             | 1971      | Carrie Antonin  |      |         |
| tháng 3 năm 1971                       | 2014      | Adiveze Roger   | PS   |         |
| Tất cả các dữ liệu trước đây không rõ. |           |                 |      |         |

## Thông tin nhân khẩu
| 1962 | 1968                                         | 1975 | 1982 | 1990 | 1999 | 2004 |
| ---- | -------------------------------------------- | ---- | ---- | ---- | ---- | ---- |
| 323  | 357                                          | 359  | 537  | 618  | 708  | 1034 |
|      | Số liệu từ năm 1968: Dân số không tính trùng |      |      |      |      |      |